# Jean Stablinski
Jean Stablinski (Thun-Saint-Amand, departamento del Norte, 21 de mayo de 1932 - 22 de julio de 2007), apodado El polaco, fue un ciclista francés de origen polaco, profesional entre los años 1952 y 1968.
Entre sus victorias se cuentan triunfos de etapa en las tres Grandes Vueltas, cuatro Campeonatos nacionales, un Campeonato del Mundo y una Vuelta Ciclista a España. Su hijo Jacques también fue ciclista.
Antiguo minero del carbón en la localidad de Bellaing, fue gracias su insistencia a la organización de la París-Roubaix, la inserción en esta carrera del famoso tramo de adoquin del Bosque de Arenberg, desde 1968.

## Palmarés
| 1954 - París-Bourges 1955 - París-Valenciennes 1956 - Tour du Sud-Est 1957 - 1 etapa del Tour de Francia - Tour de l'Oise - G. P. de Fourmies 1958 - Vuelta a España , más 2 etapas 1960 - Campeonato de Francia en Ruta - 1 etapa del Giro de Italia - Boucles de l'Aulne - Génova-Niza 1961 - 1 etapa del Tour de Francia - 2.º en el Campeonato de Francia en Ruta 1962 - Campeonato de Francia en Ruta - Campeonato Mundial en Ruta - 1 etapa del Tour de Francia - 1 etapa de la Vuelta a España - De Drie Zustersteden | 1963 - Campeonato de Francia en Ruta - 1 etapa de la Vuelta a España - 1 etapa del Dauphiné Libéré - París-Bruselas 1964 - Campeonato de Francia en Ruta - 1 etapa del Tour de Francia - Circuito de la Frontera 1965 - 1 etapa del Midi Libre - Vuelta a Bélgica - Trofeo Baracchi - París-Luxemburgo - GP Kanton Aargau - Gran Premio de Frankfurt - Tour de Picardie 1966 - Amstel Gold Race - 2.º en el Campeonato de Francia en Ruta - Gran Premio de Isbergues 1967 - 1 etapa del Tour de Francia - 1 etapa del Giro de Italia 1968 - G.P. de Denain |

## Resultados en las grandes vueltas
| Carrera         | 1954 | 1955 | 1956 | 1957 | 1958 | 1959 | 1960 | 1961 | 1962 | 1963 | 1964 | 1965 | 1966 | 1967 | 1968 |
| --------------- | ---- | ---- | ---- | ---- | ---- | ---- | ---- | ---- | ---- | ---- | ---- | ---- | ---- | ---- | ---- |
| Giro de Italia  | -    | -    | -    | -    | -    | 72.º | 59.º | 82.º | -    | -    | -    | -    | 41.º | Ab.  | -    |
| Tour de Francia | Ab.  | 35.º | -    | 43.º | 68.º | Ab.  | -    | 42.º | 30.º | Ab.  | 35.º | -    | 61.º | 81.º | Ab.  |
| Vuelta a España | X    | -    | -    | -    | 1.º  | -    | -    | -    | 6.º  | 9.º  | -    | -    | -    | -    | -    |
| Mundial en Ruta | -    | -    | -    | -    | -    | -    | 14.º | 6.º  | 1.º  | 9.º  | 9.º  | 10.º | 5.º  | 39.º | -    |